# Parque Amantikir

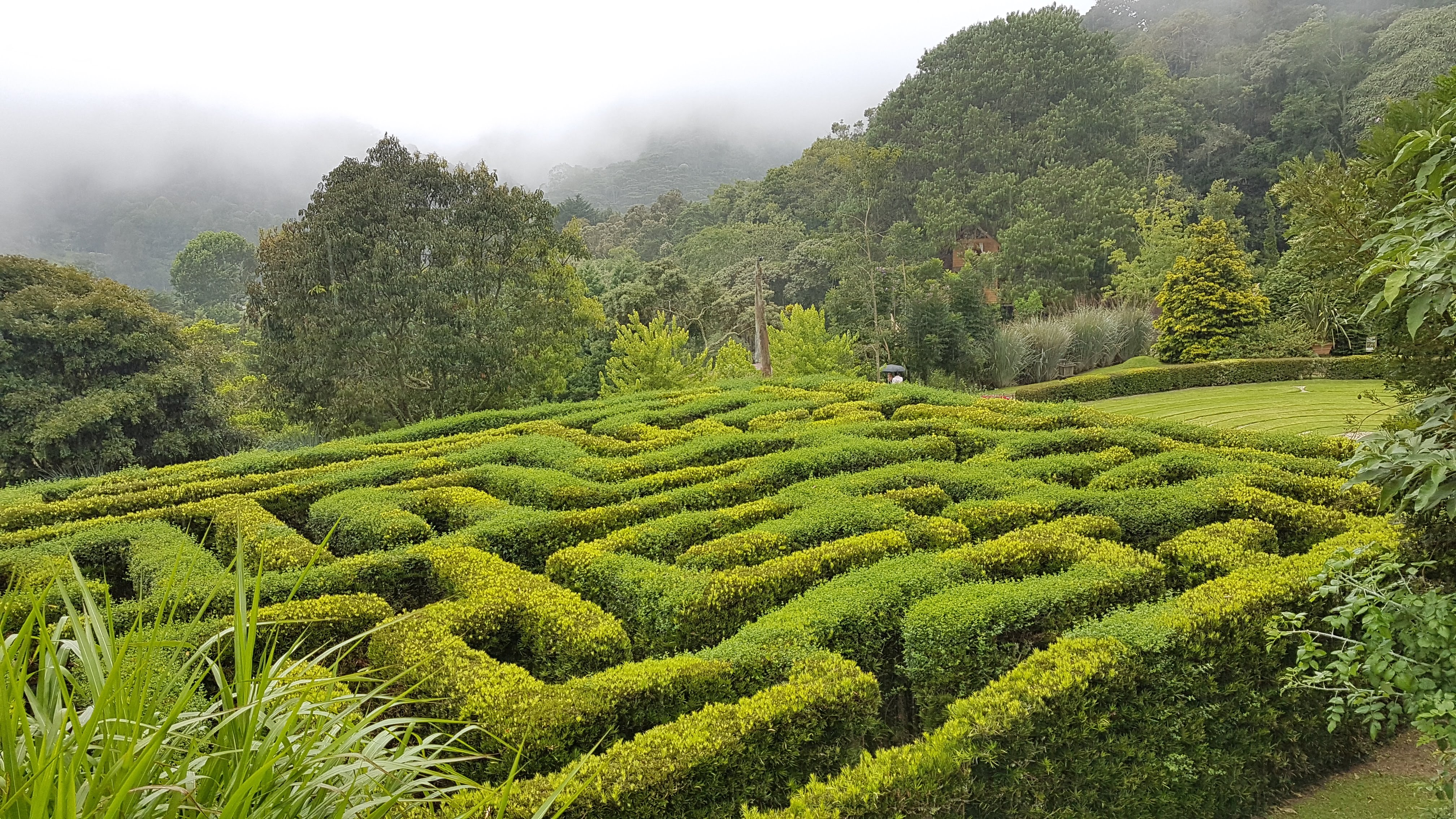
Vista del laberinto clásico

El Parque Amantikir o Amantikir Jardines, es un parque urbano compuesto por un conjunto de jardines y varios puntos de interés. Ubicado en el municipio de Campos do Jordão, a 180 kilómetros de la ciudad brasileña de São Paulo, el parque es visitado por miles de turistas anualmente.
Concebido por el arquitecto paisajista y ingeniero agrónomo Walter Vasconcellos, conocido como Dr. Garden, el Amantikir alberga más de 700 especies de plantas en 26 jardines en sus 60 mil metros cuadrados. En 2013, el sitio web de TripAdvisor certificó a Amantikir como la atracción turística n.º 1 de Campos do Jordão por la primera vez, una posición en la que el parque se ha mantenido desde entonces.
El parque y la ciudad de Campos do Jordão están ubicados en la Sierra de la Mantiqueira, una cadena montañosa considerada la octava formación natural protegida más "insustituible" del planeta, según un artículo de la Unión Internacional para la Conservación de la Naturaleza publicado en 2013 por la revista Science.

## Etimología
El nombre del parque proviene del nombre de la Sierra de la Mantiqueira. La escarpada cordillera que acompañaba al río Paraíba (río feo en tupi), donde hoy se encuentra Campos do Jordão, conocido por los nativos como amantikir, “la montaña que llora”, se convirtió en Mantiqueira en la pronunciación de los portugueses.

## Historia
El parque amantikir es el resultado de una mezcla de dos ingredientes: insatisfacción y encanto. Estos ingredientes, aparentemente contradictorios, pero muy importantes en la realización de un sueño, fueron fundamentales en la historia del ingeniero agrónomo y paisajista Walter Vasconcellos. Nacido en Campos do Jordão y enamorado de la ciudad, después de recorrer decenas de parques y jardines en Europa, Estados Unidos y Canadá, siempre regresaba de las vacaciones con la sensación de que su ciudad merecía un espacio tan encantador como los que había visitado. Parecía injusto: ni siquiera los dueños de los jardines, a quienes brindó servicios como Dr. Garden, tuvieron la oportunidad de disfrutar de la plenitud de tan hermosos jardines.
Esta inquietud fue fundamental para que germinara la semilla de un jardín abierto al público. Construido en un área que alguna vez albergó Haras Serra Azul, el sueño cobró fuerza gracias a la contribución financiera de amigos y clientes de Dr. Garden. El 25 de agosto de 2007 nació amantikir y luego de más de una década de historia, el parque ya ha recibido miles de visitantes, de diferentes partes del mundo, y hoy cuenta con solo dos socios: Roberto Baumgart y Walter Vasconcellos.

## Leyenda
Cuenta una leyenda que el Sol se enamoró de una hermosa indígena y ella también se enamoró de él. Y la Luna celosa se fue a llorar con el dios Tupã que colocó una imponente montaña en la indígena, aprisionándola para siempre. Desde entonces, la indígena lleva días y noches llorando añorando el Sol y sus aguas llenan las venas de las montañas, desbordando los ríos y cascadas que fluyen por la Sierra de la Mantiqueira. Por eso los tupi lo llamaron amantikir, la montaña que llora.

## Atracciones
Además de los 26 jardines del parque, los puntos de interés incluyen: Patio Zen, Tori, Meda, Dragón Chino, Moon Gate (Portal de la Luna), Mandala, Alfarería, Mirador, Wood, Huerta, Jarrones Grandes, Tienda, Marco y una Casa del árbol. Todos estos espacios con variadas referencias arquitectónicas.

### Laberinto clásico
Entre sus jardines se encuentra el Laberinto Clásico, similar a los laberintos que se ven en los jardines de castillos en Europa. Tiene una superficie de 450 metros cuadrados y 600 metros lineales de pasillos, con muros de 2,20 metros de altura.

### Laberinto de hierba
El laberinto de hierba del Amantikir es considerado por un grupo de eruditos y localizadores de laberintos de todo el mundo, el laberinto de hierba más grande de Brasil y se encuentra entre los más grandes del mundo de este tipo.

## Sectores
Los 26 jardines de Amantikir están divididos en siete sectores y están inspirados en varios parques alrededor del mundo, con características paisajísticas de países como: Inglaterra, Francia, Alemania, Austria, España, Italia, Estados Unidos, Canadá, México, Japón y China, entre otros.
| Sector  | Jardín                  | Número |
| ------- | ----------------------- | ------ |
| Gris    | Jardín Japonés          | 1      |
| Gris    | Jardín Chino            | 2      |
| Gris    | Camino de las Bromelias | 26     |
| Lila    | Jardín Romántico        | 3      |
| Lila    | Jardín de Sombras       | 4      |
| Naranja | Lago de los Puentes     | 5      |
| Naranja | Arboleda Otoñal         | 6      |
| Naranja | Alfombra Verde          | 7      |
| Naranja | Invernadero             | 8      |

| Sector | Jardín              | Número |
| ------ | ------------------- | ------ |
| Verde  | Rock Garden         | 9      |
| Verde  | Laberinto de Hierba | 10     |
| Verde  | Laberinto clásico   | 11     |
| Verde  | Jardín Inglés       | 12     |
| Rojo   | Mirador             | 13     |
| Rojo   | Jardín Árido        | 14     |
| Rojo   | Jardín de Raíces    | 15     |
| Rojo   | Jardín de Hierba    | 16     |
| Rojo   | Jardín de Coníferas | 17     |

| Sector   | Jardín           | Número |
| -------- | ---------------- | ------ |
| Amarillo | Pasos de Flores  | 18     |
| Azul     | Jardín Austriaco | 19     |
| Azul     | Chimenea         | 20     |
| Azul     | Jardín Francés   | 21     |
| Azul     | Jardín Escolar   | 22     |
| Azul     | Espejo de Agua   | 23     |
| Azul     | Jardín Alemán    | 24     |
| Azul     | Jardín del Autor | 25     |

## Galería

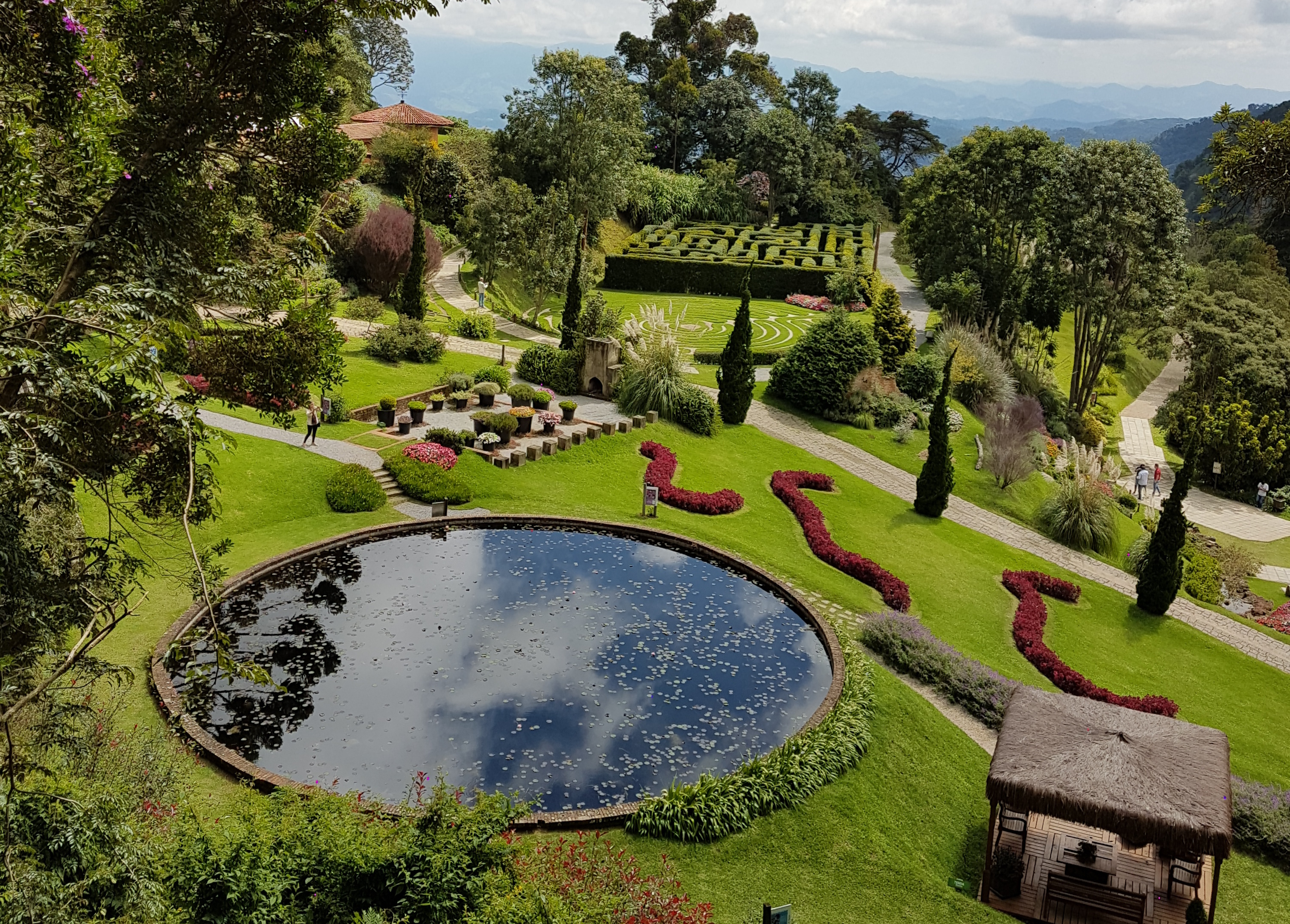
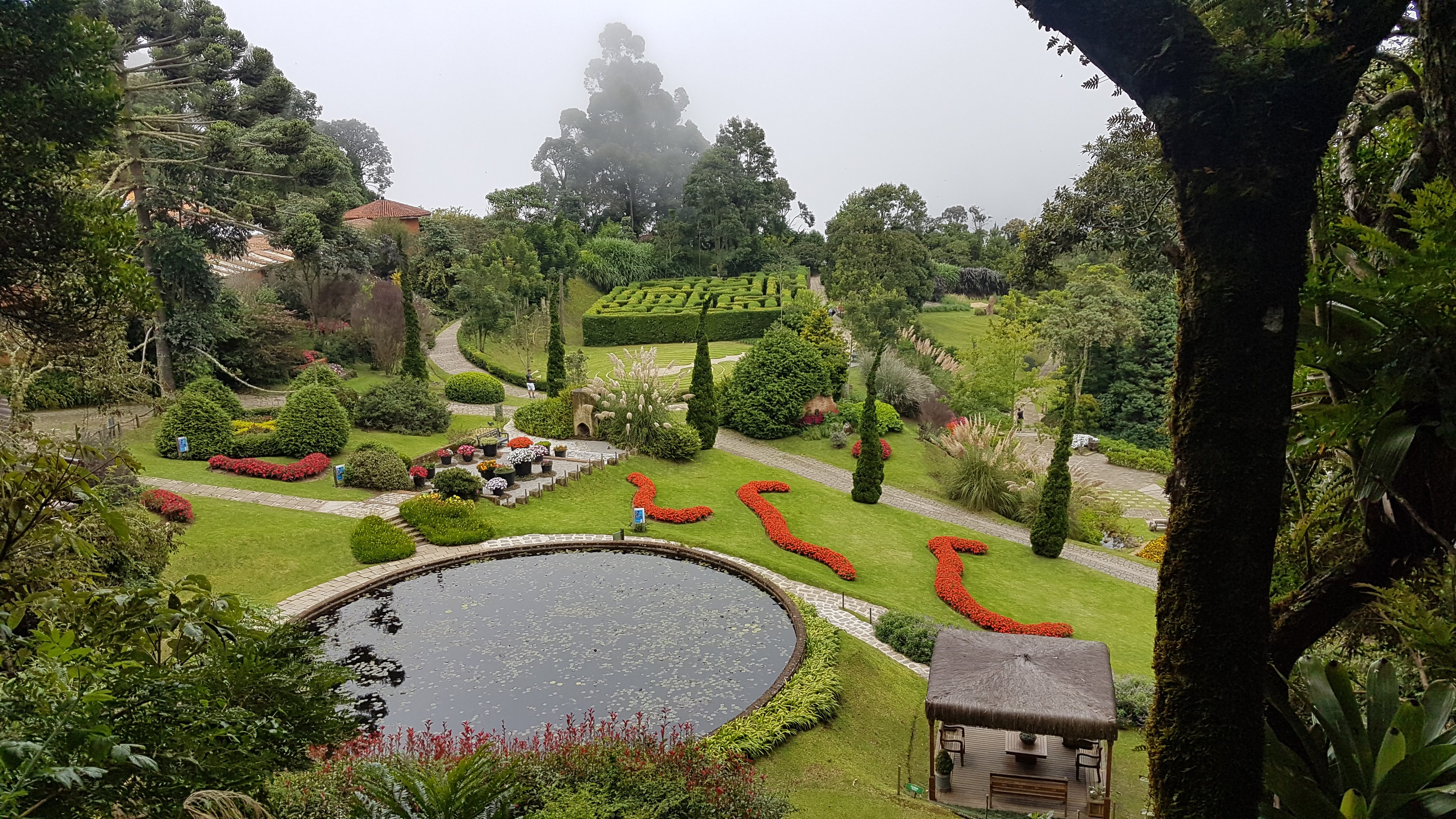
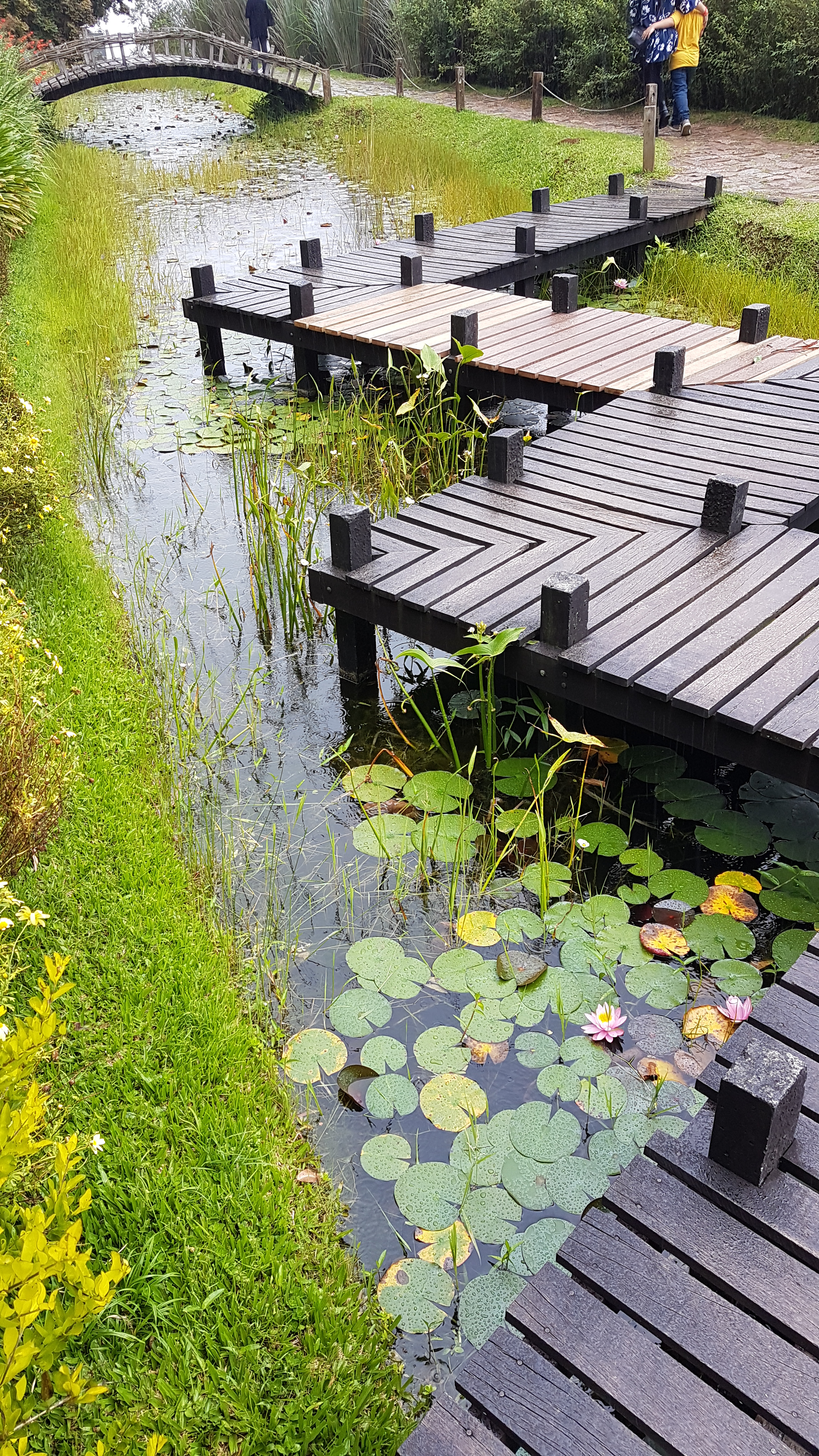
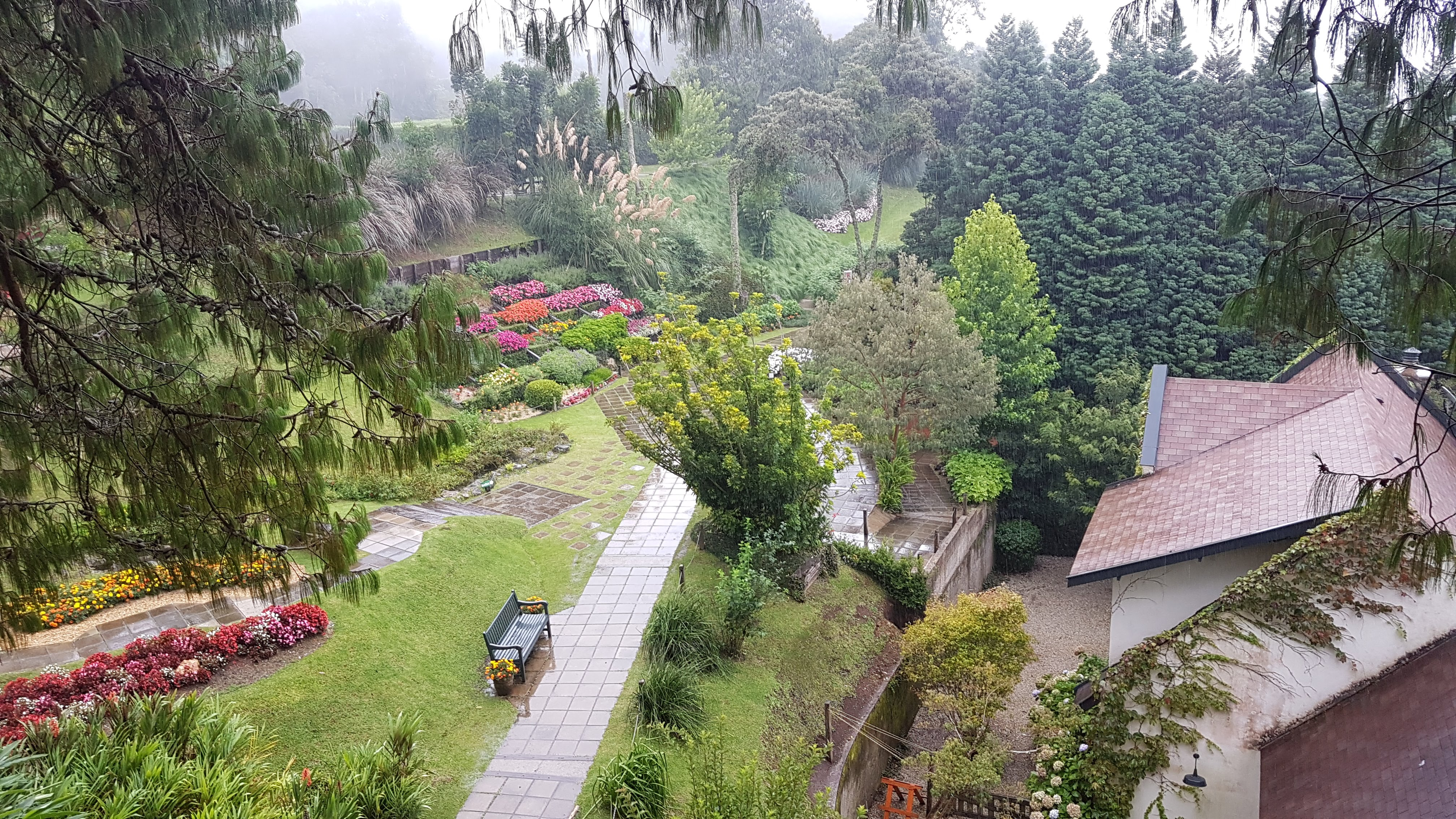
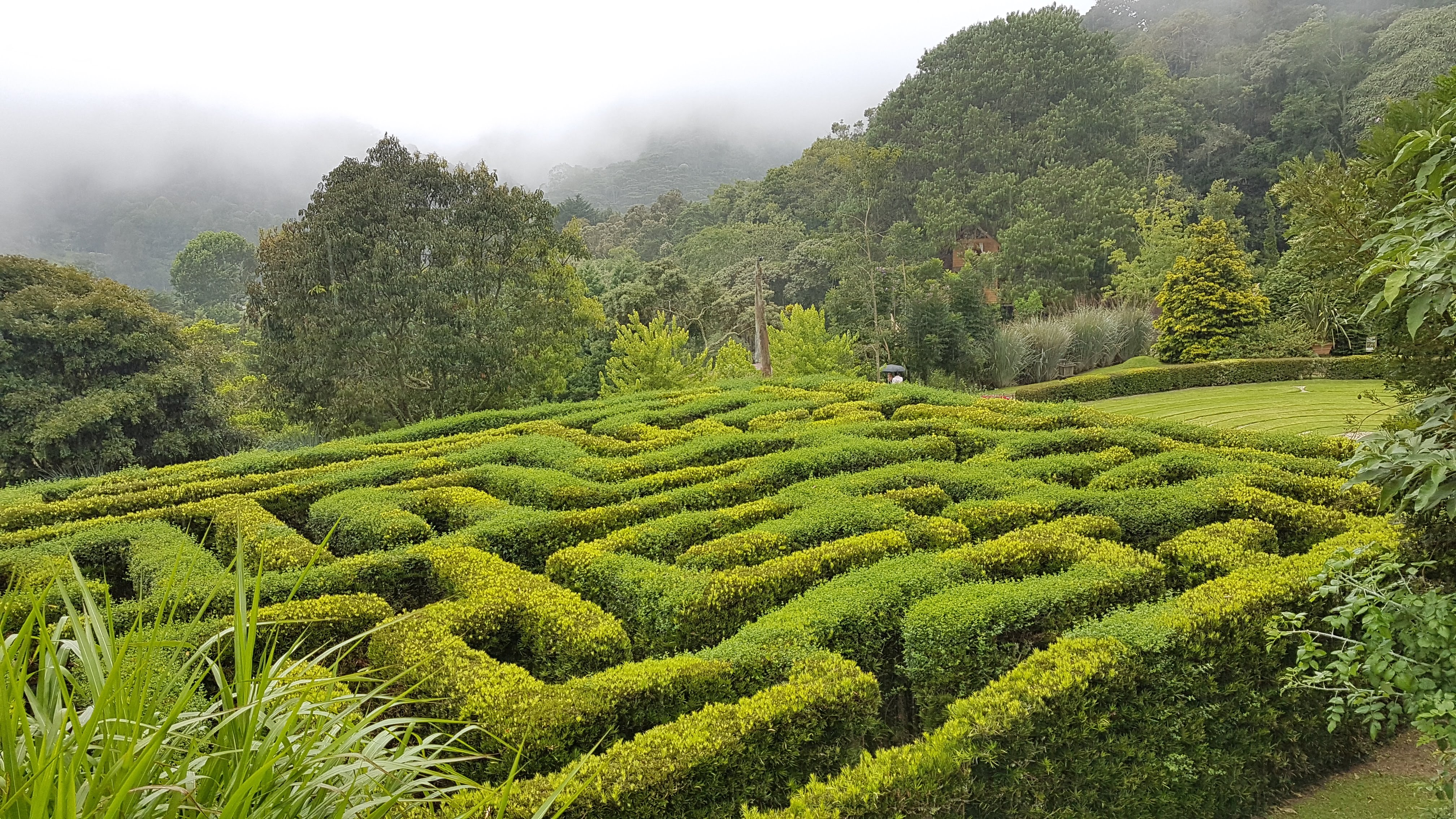
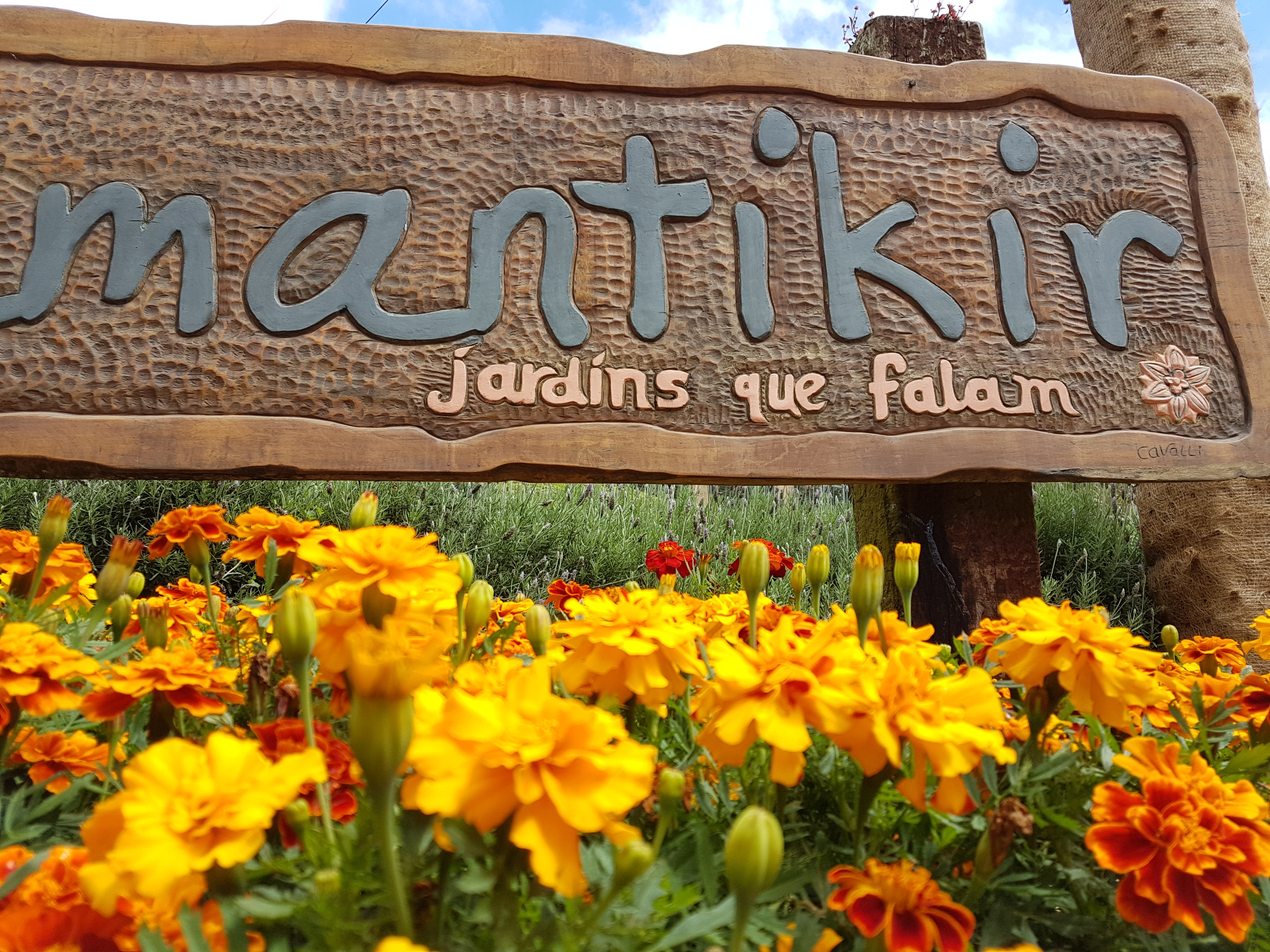
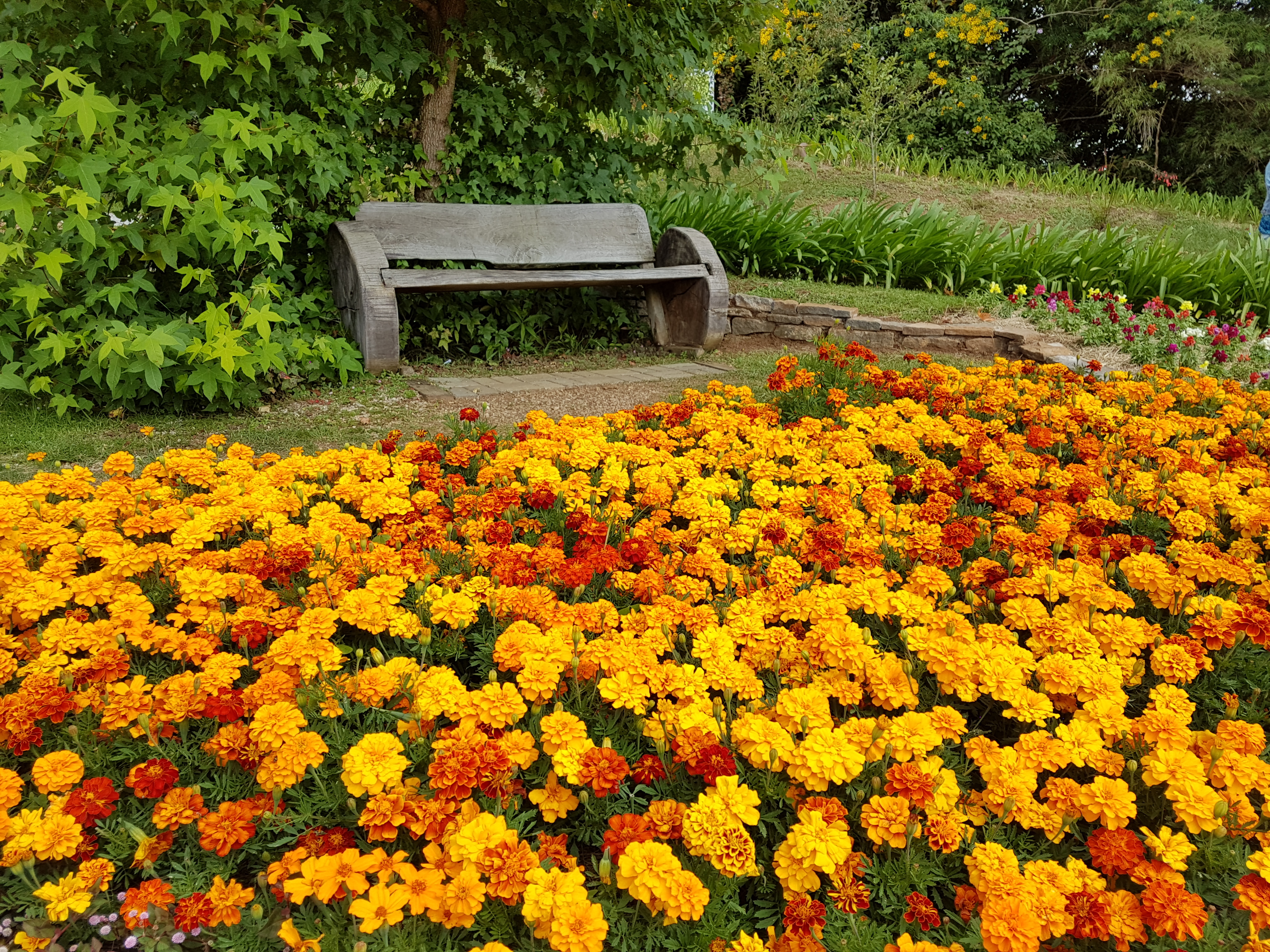
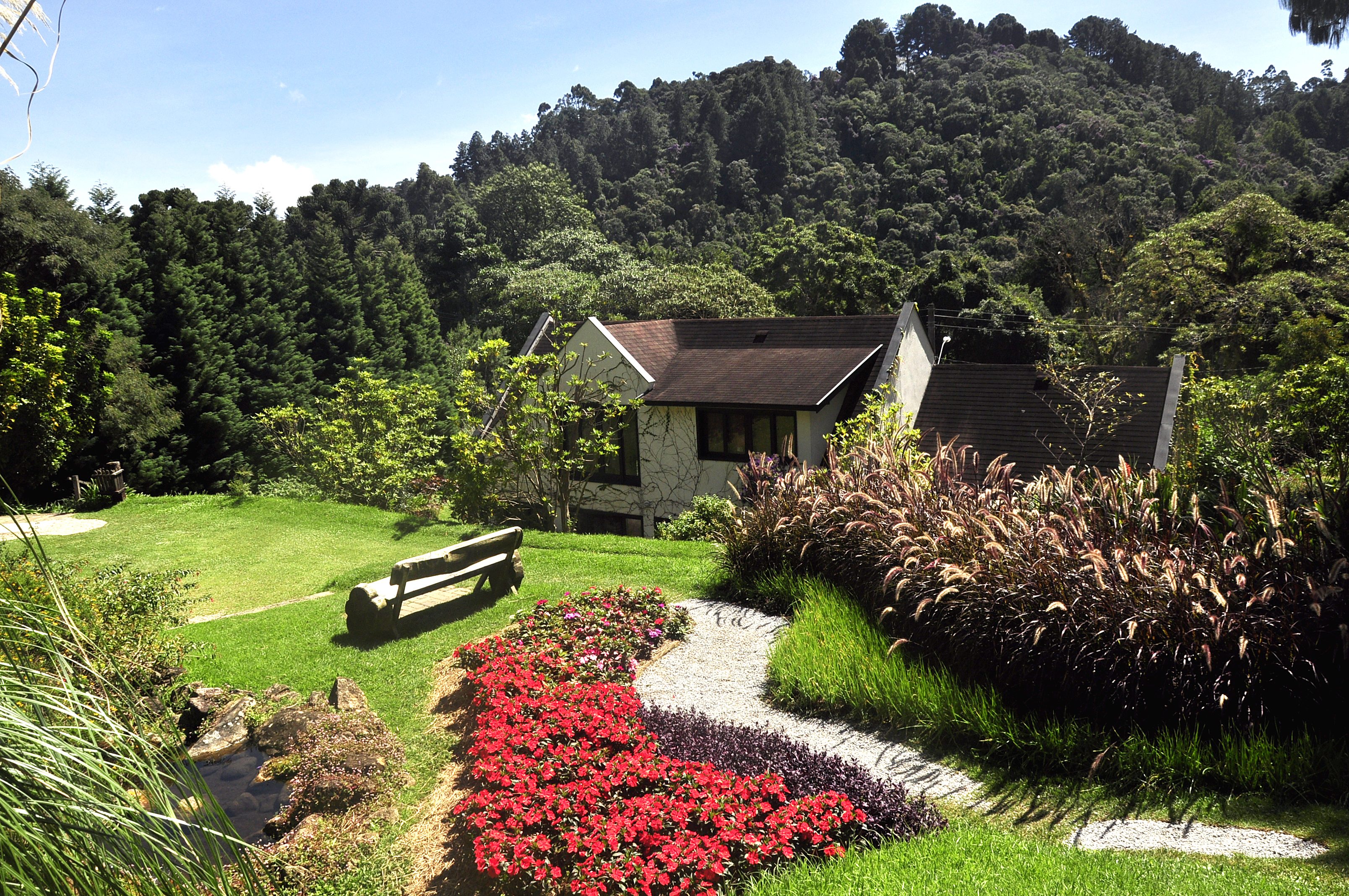
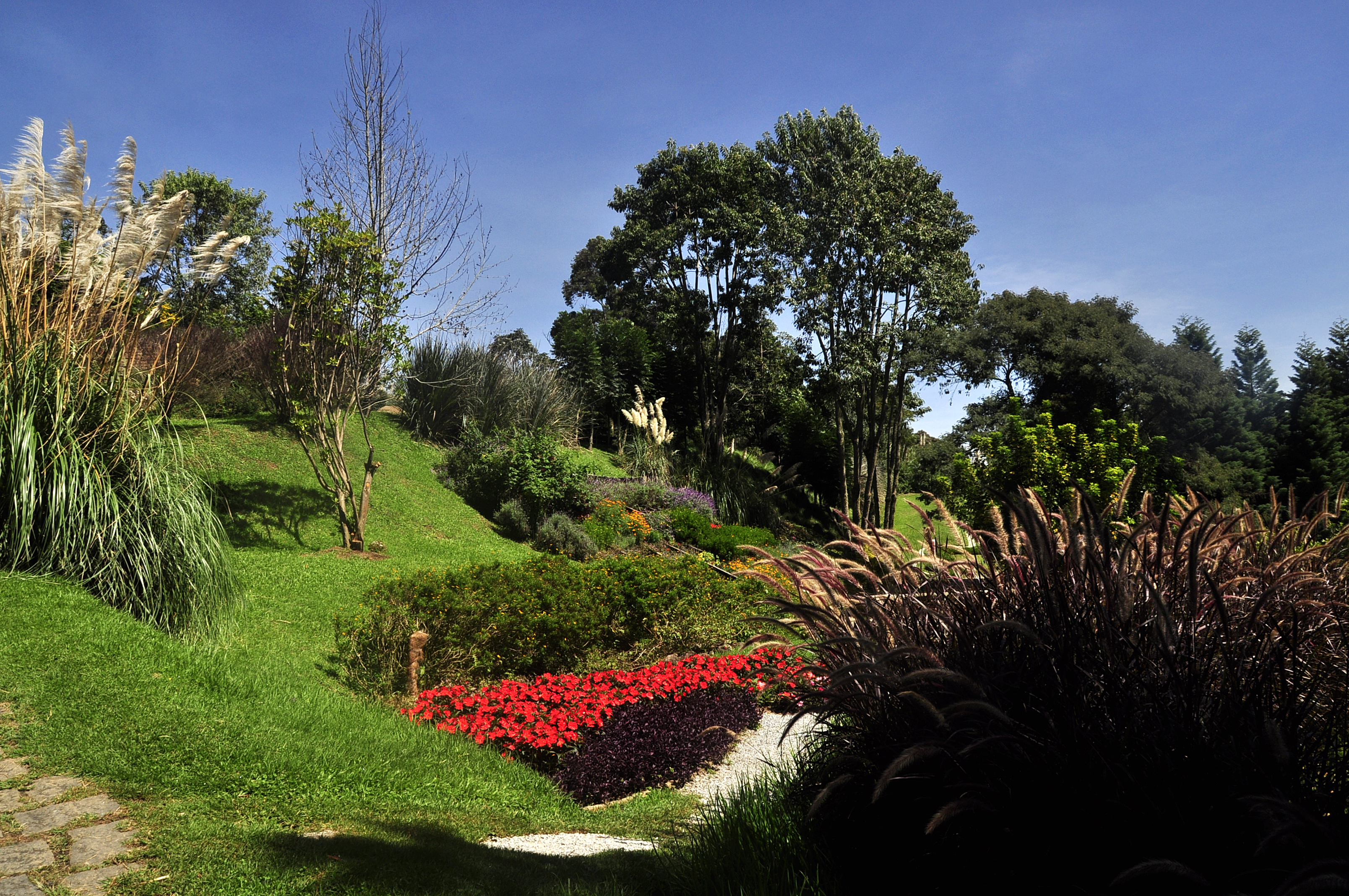
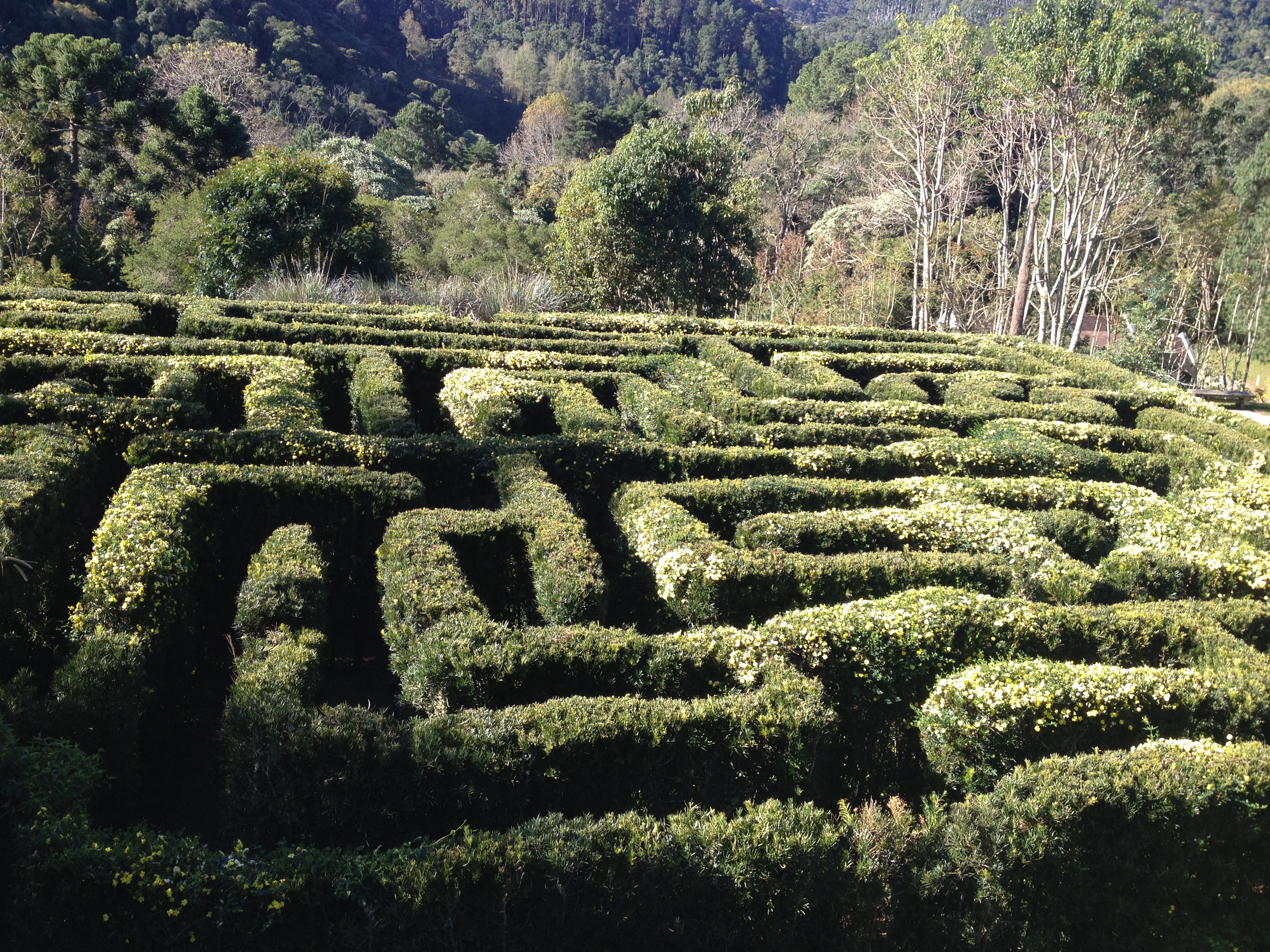
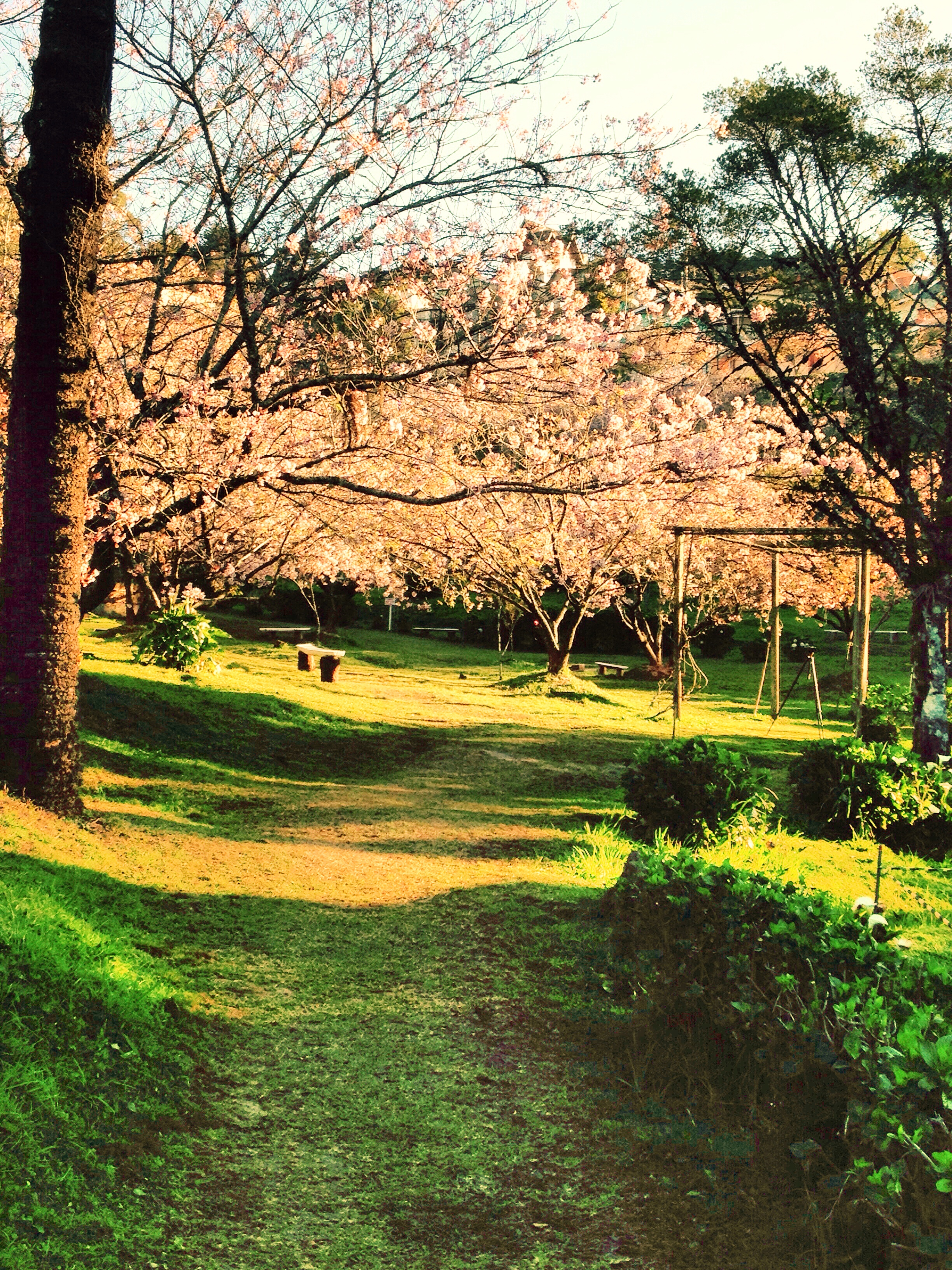
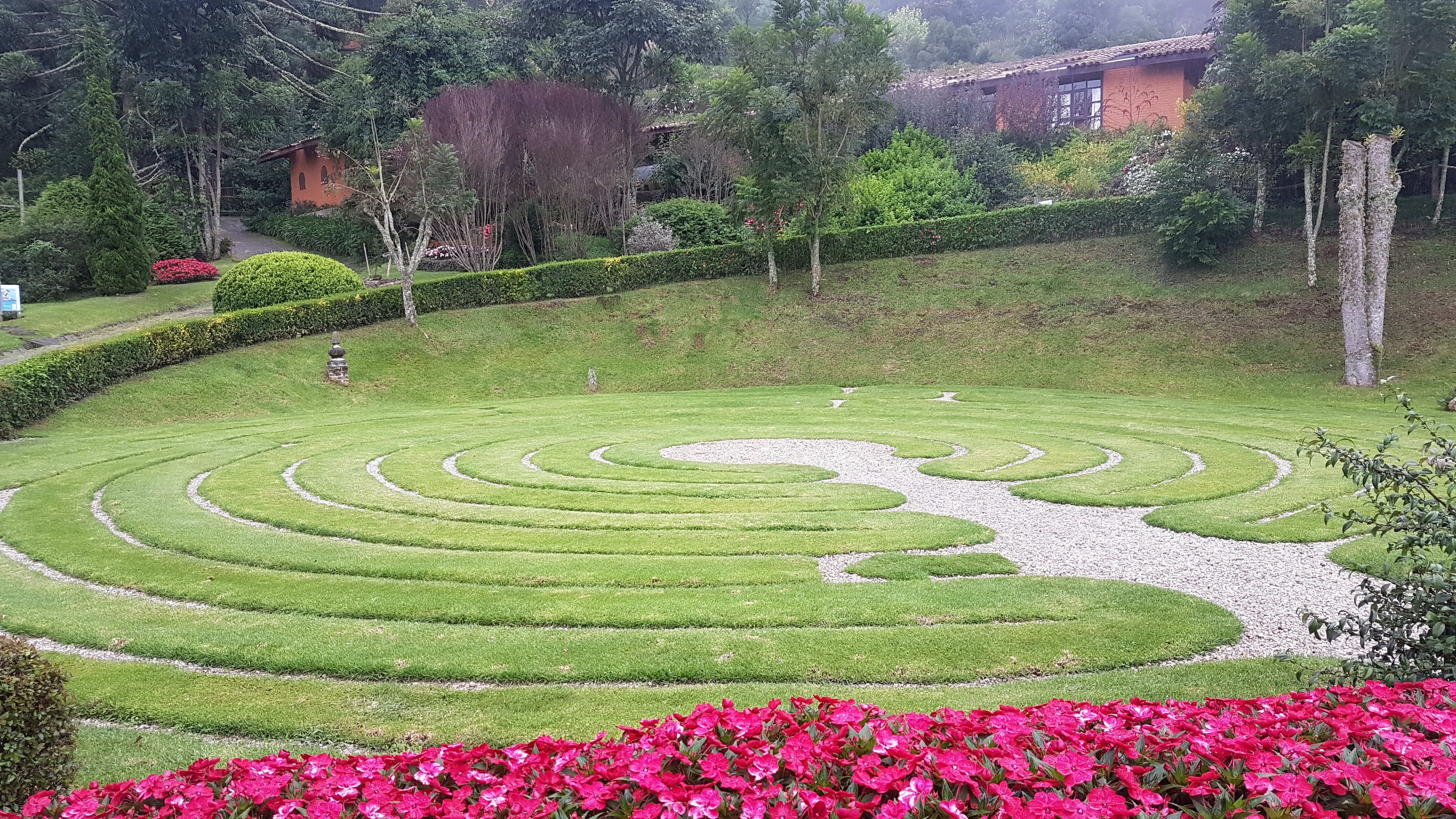
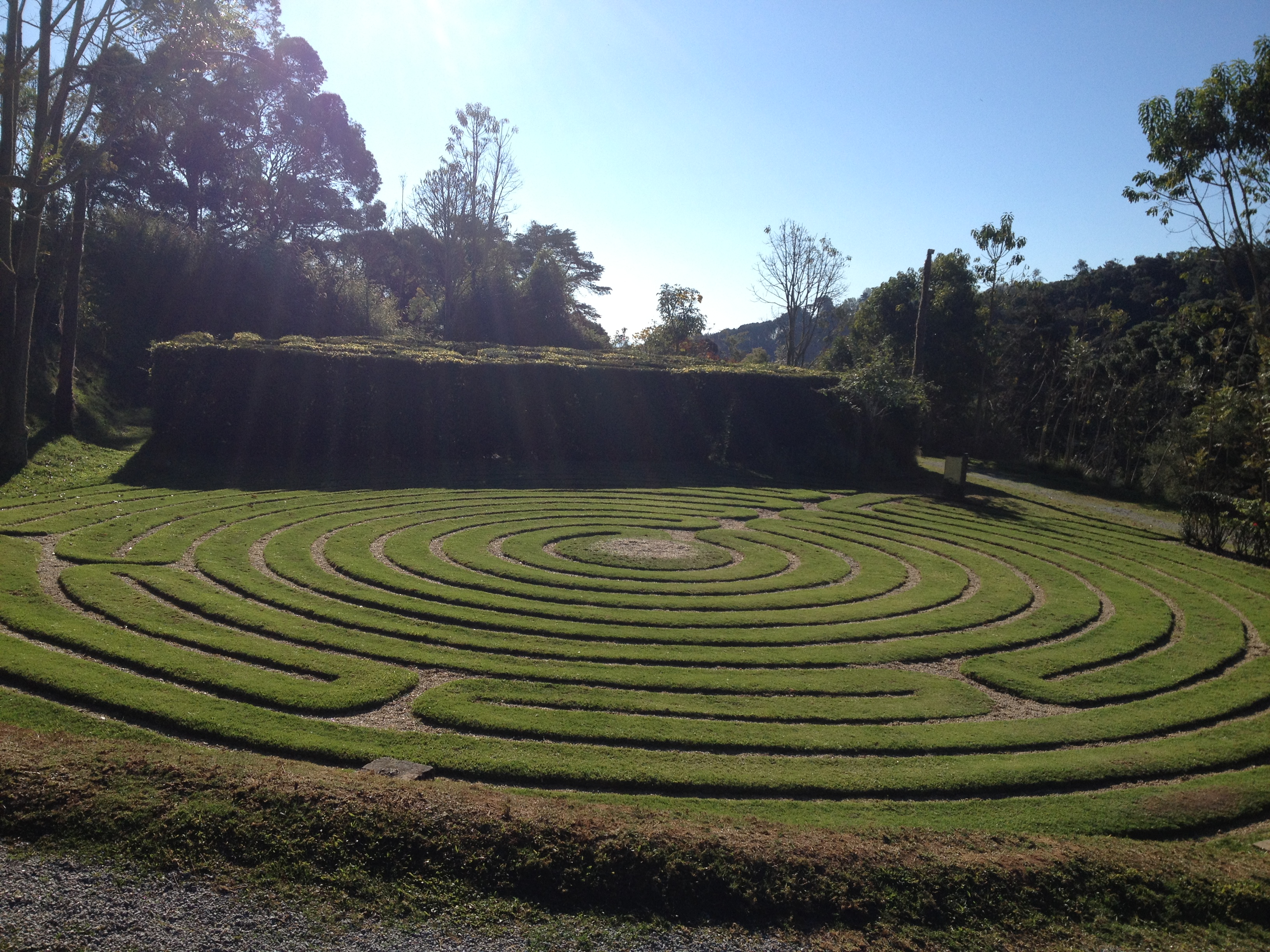
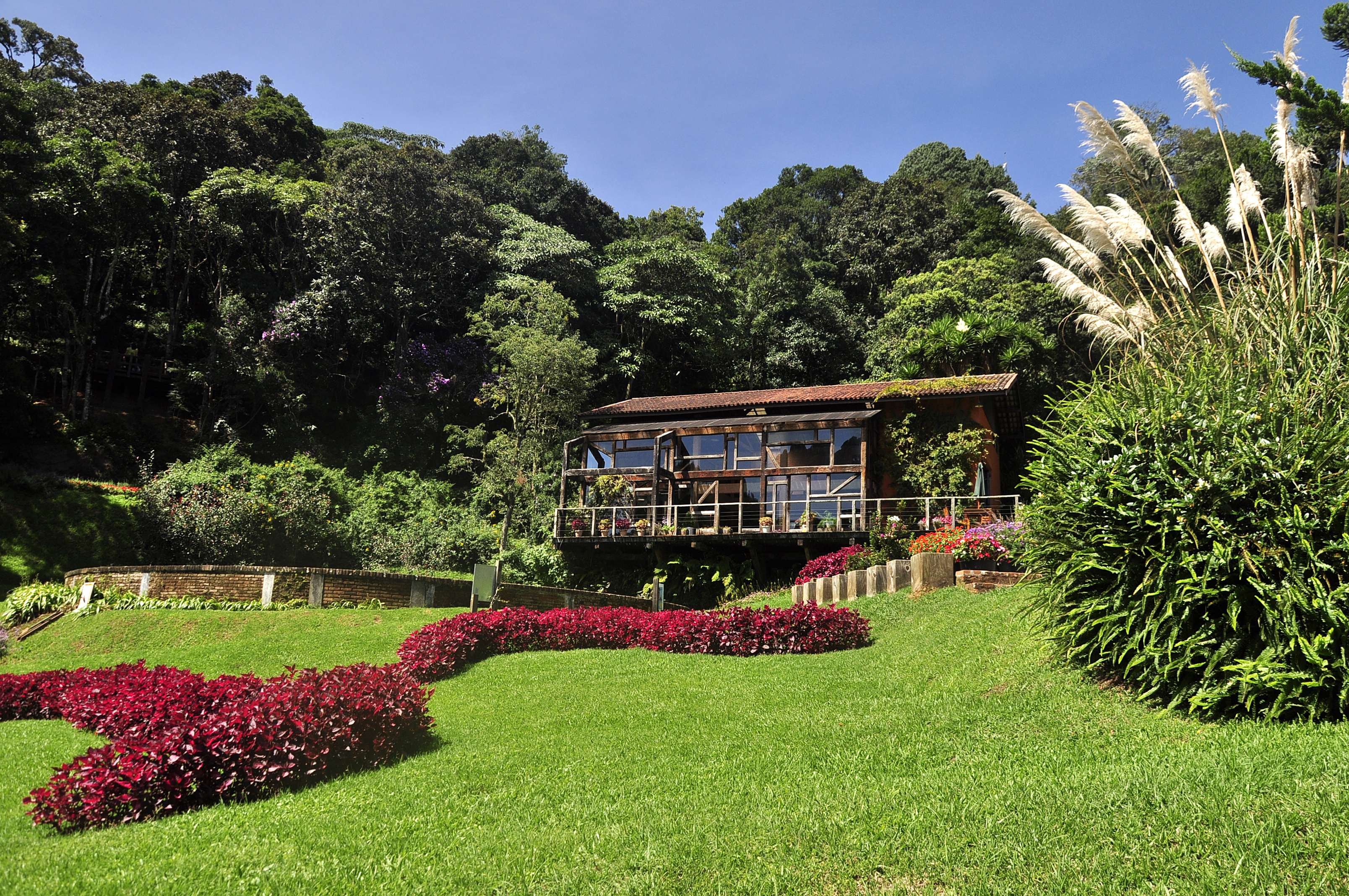
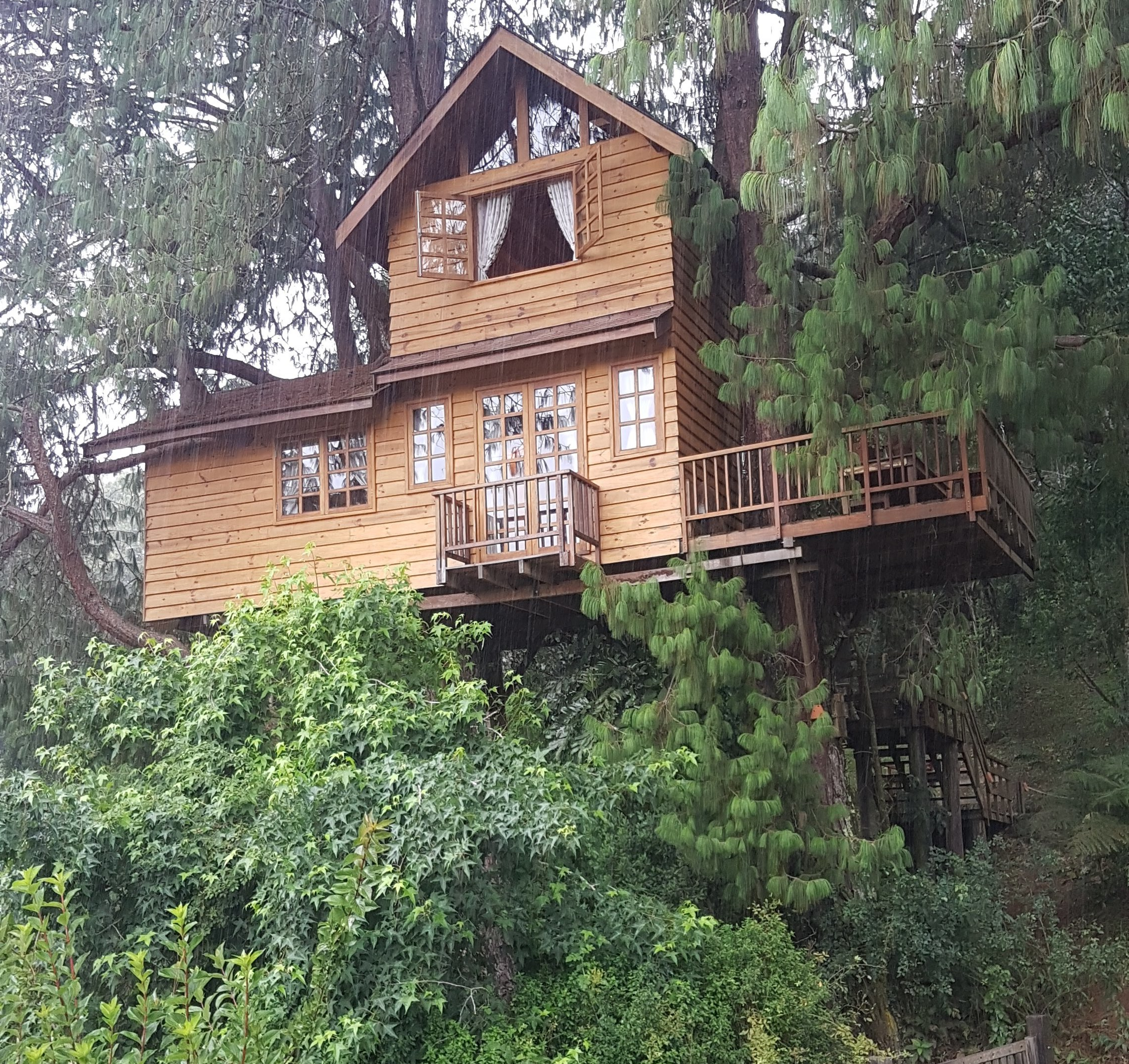
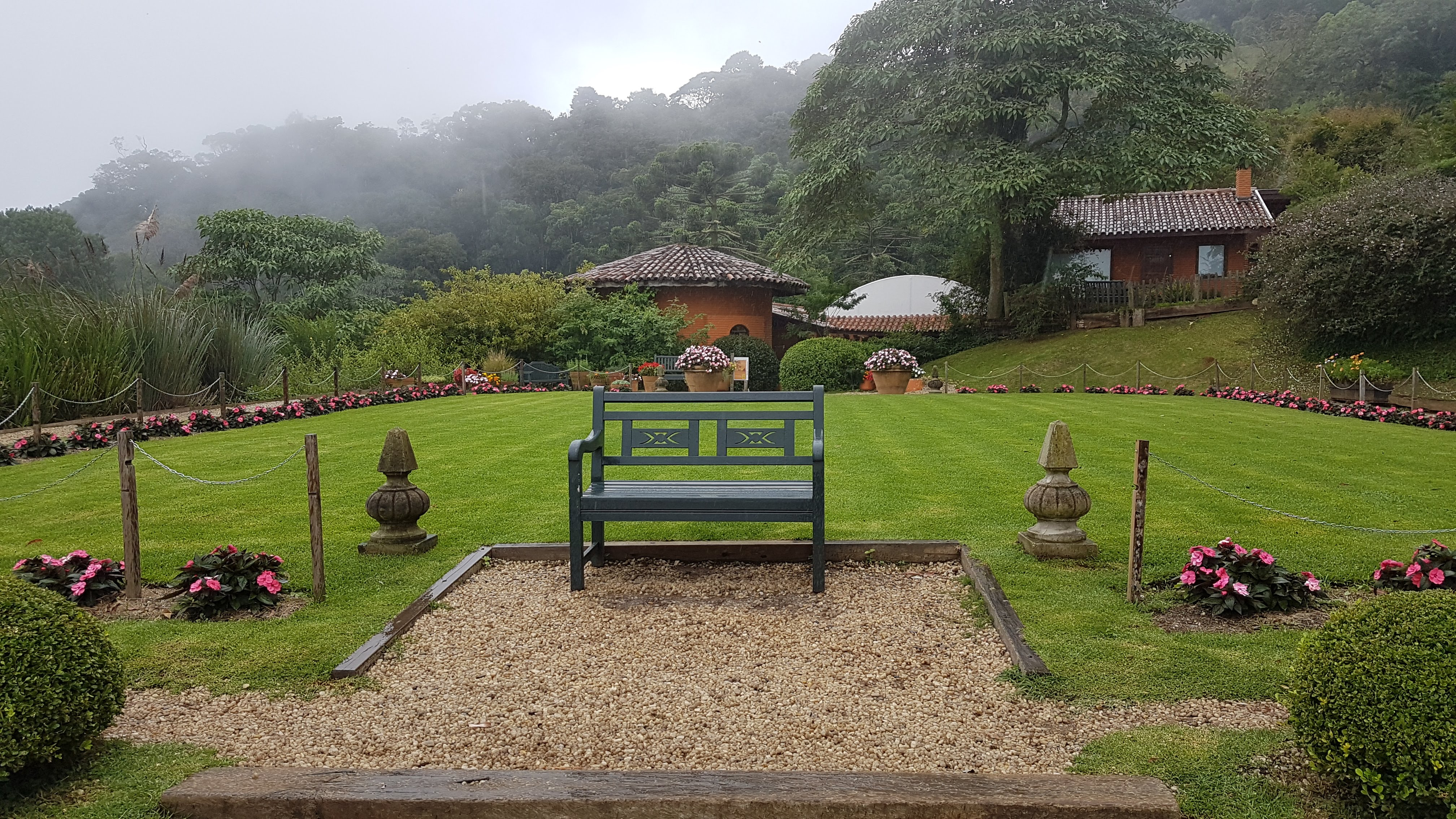
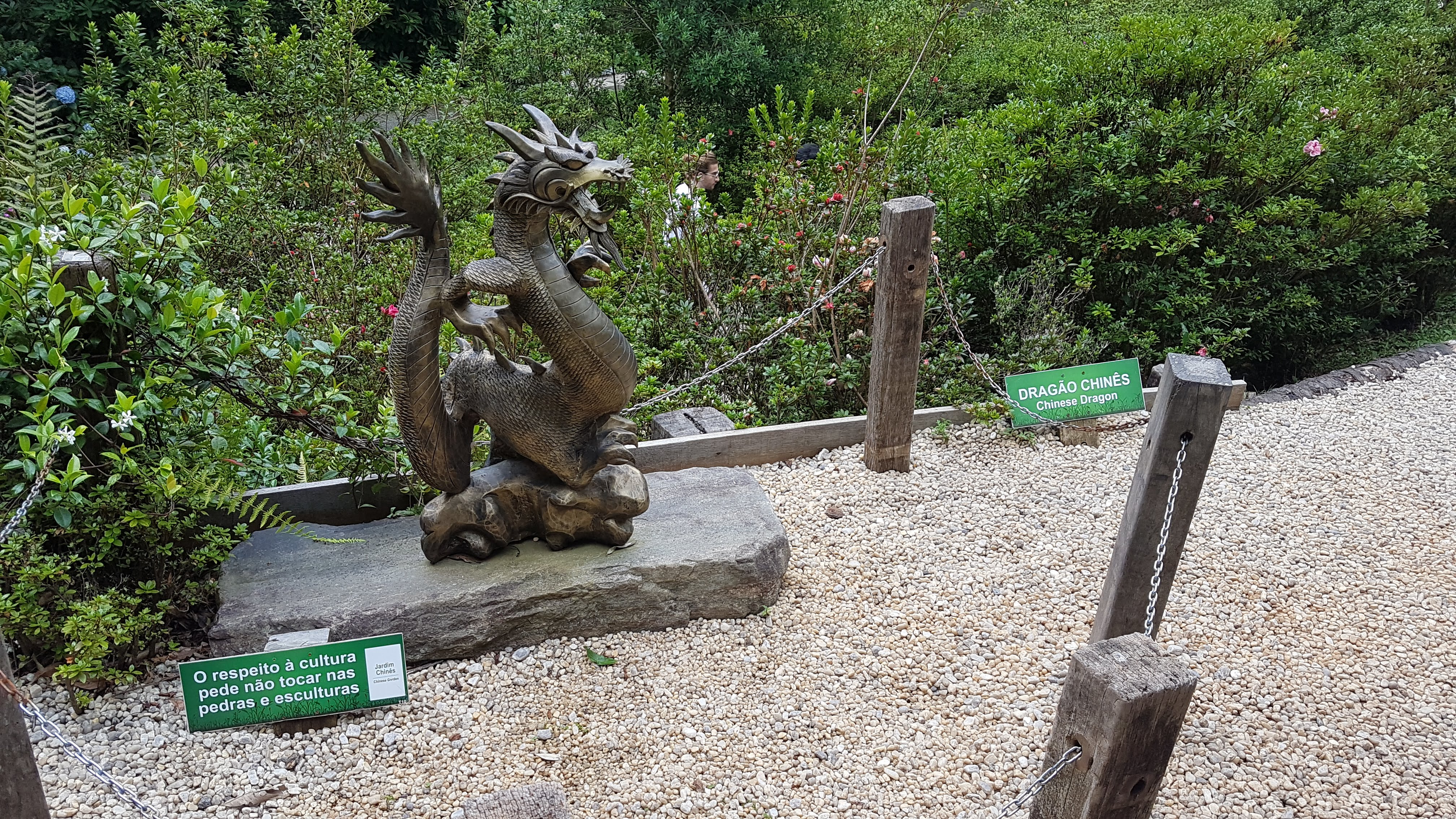
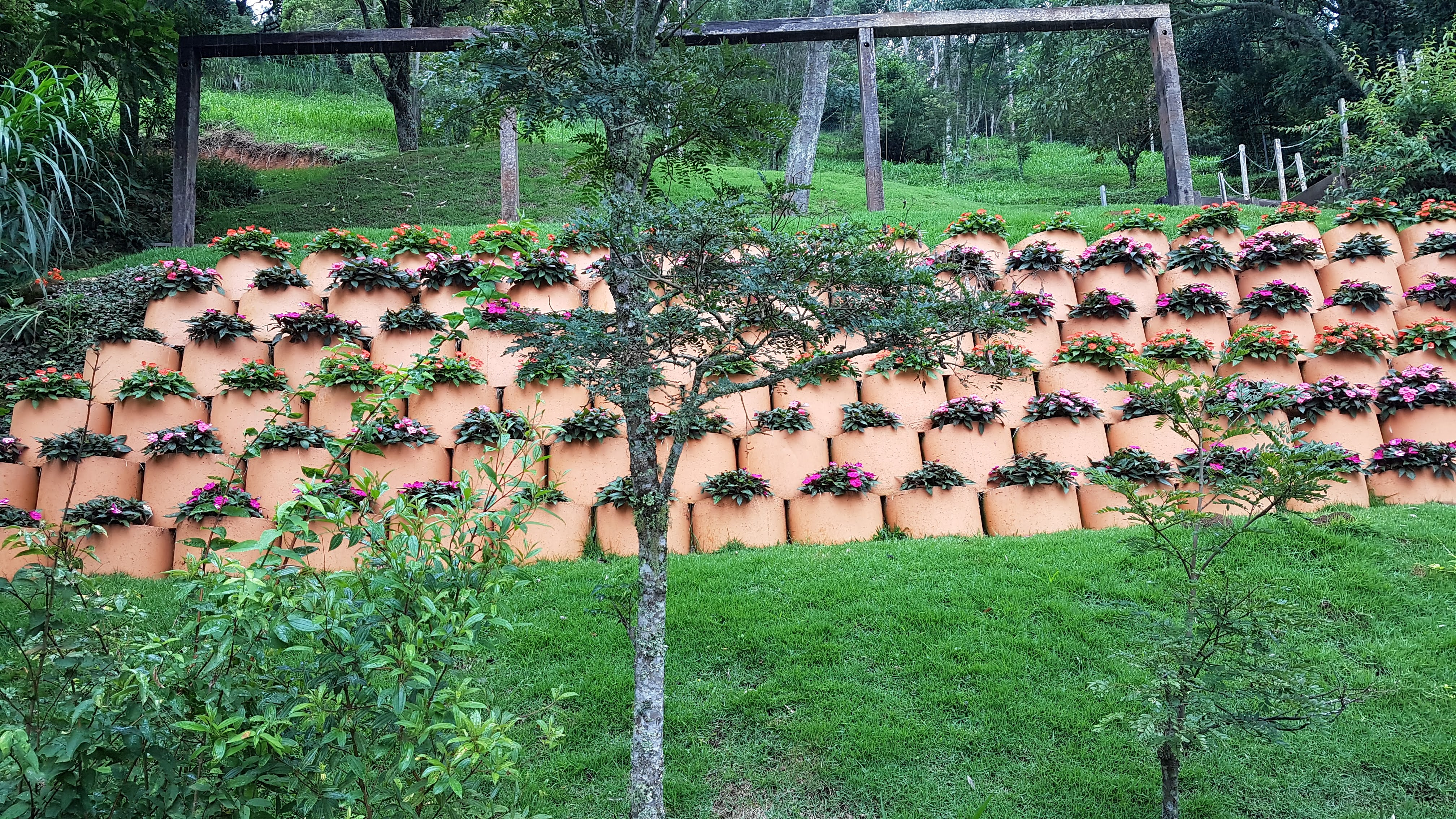